# 그리고리스 게오르가토스
그리고리스 게오르가토스(그리스어: Γρηγόρης Γεωργάτος, 1972년 10월 31일, 피레아스 ~)는 "대머리 광인" (Ο Τρελός Καραφλός) 으로도 알려진 은퇴한 그리스의 축구 선수이다. 그는 수페르리가 엘라다 클럽 올림피아코스에서 레프트 백으로 주로 활동하였다. 게오르가토스는 1995년 9월 6일, 그리스 국가대표팀 데뷔전을 치른 이래 35경기에 출전해 3골을 넣었다.

## 경력
그는 파나하이키에서 1991-92 시즌에 알파 에트니키에서 데뷔할 때부터 능력에서 두각을 나타내었다. 4년 반동안 소속팀에서 126경기에 출전해 22골을 기록한 후, 그는 1995-96 시즌에 올림피아코스로 이적하여 1996-97 시즌, 1997-98 시즌, 그리고 1998-99 시즌에 리그 우승을 경험하였고, 같은 시기에 수비 역할을 분담하면서도 팀내 득점 1위를 달성하기도 했다.
그는 1995년 9월, 산마리노와의 UEFA 유로 1996 예선전에서 데뷔하였다. 그는 2001년 9월, 오토 레하겔 감독과의 언쟁이 보도된 후 국가대표팀에서 은퇴하였으나, 자국을 대표로 그때까지 30경기 이상을 출전했다.
1998-99 시즌, 유벤투스와의 UEFA 챔피언스리그 경기에 임할 때, 그는 이탈리아 클럽 인테르나치오날레 스카우터로부터 포착되어 1999-2000 시즌에 €7M으로 이적하였다. 그는 세리에 A에 잘 정착해 28경기에 출전하여 2골을 넣었다. 이에도 불구하고, 그는 다음 시즌에 1년동안 올림피아코스에 임대로 복귀해 클럽과의 짝사랑이 1년밖에 지속되지 못하였다. 그 다음 시즌 세리에 A로 복귀하였을 때, 게오르게토스는 올림피아코스에 임대를 간 사이 인테르나치오날레에 복귀하면서 선발 라인업에 빠지게 된 것을 알게 되었다. 비록 인테르나치오날레에 복귀해 활약했으나, 부상으로 얼마동안 활동하지 못하면서 선발 라인업에 재진입할 수 없었고, 그 시즌을 10경기 출전 1골로 마무리했다.
이탈리아에서의 2년차에 실패를 맛본 후, 게오르가토스는 즉시 그리스로 복귀해 AEK에 합류했다. 2002-03 시즌, 그는 AEK에서 23경기를 출전해 팀의 3위에 일조하였으며, UEFA 챔피언스리그 6경기 중 4경기에 출전했다. 그 다음 시즌, 그는 6경기에서 6골을 넣었으나, AEK에 정착하지 못하여 2004년 1월 겨울 이적 시장을 통해 올림피아코스에서의 3기를 시작하여 팀의 준우승에 공헌했다. 2006년, 게오르가토스는 2007년 7월까지 지속될 1년 연장계약을 체결하면서 올림피아코스에서 은퇴할 의사를 드러내었고, 시즌 종료 후에 은퇴하였다.

## 통계

### 클럽
| 클럽 경력 | 클럽 경력                  | 클럽 경력     | 리그 | 리그 | 컵            | 컵            | 리그컵 | 리그컵 | 대륙 | 대륙 | 합계 | 합계 |
| 시즌      | 클럽                       | 리그          | 출장 | 골   | 출장          | 골            | 출장   | 골     | 출장 | 골   | 출장 | 골   |
| 그리스    | 그리스                     | 그리스        | 리그 | 리그 | 그리스 컵     | 그리스 컵     | 리그컵 | 리그컵 | 유럽 | 유럽 | 합계 | 합계 |
| --------- | -------------------------- | ------------- | ---- | ---- | ------------- | ------------- | ------ | ------ | ---- | ---- | ---- | ---- |
| 1991-92   | 파나하이키                 | 알파 에트니키 | 30   | 4    |               |               |        |        |      |      |      |      |
| 1992-93   | 파나하이키                 | 알파 에트니키 | 26   | 3    |               |               |        |        |      |      |      |      |
| 1993-94   | 파나하이키                 | 알파 에트니키 | 28   | 5    |               |               |        |        |      |      |      |      |
| 1994-95   | 파나하이키                 | 베타 에트니키 | 26   | 7    |               |               |        |        |      |      |      |      |
| 1995-96   | 파나하이키                 | 알파 에트니키 | 10   | 3    |               |               |        |        |      |      |      |      |
| 1995-96   | 올림피아코스               | 알파 에트니키 | 17   | 2    |               |               |        |        |      |      |      |      |
| 1996-97   | 올림피아코스               | 알파 에트니키 | 33   | 6    |               |               |        |        |      |      |      |      |
| 1997-98   | 올림피아코스               | 알파 에트니키 | 30   | 2    |               |               |        |        |      |      |      |      |
| 1998-99   | 올림피아코스               | 알파 에트니키 | 26   | 12   |               |               |        |        |      |      |      |      |
| 이탈리아  | 이탈리아                   | 이탈리아      | 리그 | 리그 | 코파 이탈리아 | 코파 이탈리아 | 리그컵 | 리그컵 | 유럽 | 유럽 | 합계 | 합계 |
| 1999-2000 | FC 인테르나치오날레 밀라노 | 세리에 A      | 28   | 2    |               |               |        |        |      |      |      |      |
| 그리스    | 그리스                     | 그리스        | 리그 | 리그 | 그리스 컵     | 그리스 컵     | 리그컵 | 리그컵 | 유럽 | 유럽 | 합계 | 합계 |
| 2000-01   | 올림피아코스               | 알파 에트니키 | 20   | 5    |               |               |        |        |      |      |      |      |
| 이탈리아  | 이탈리아                   | 이탈리아      | 리그 | 리그 | 코파 이탈리아 | 코파 이탈리아 | 리그컵 | 리그컵 | 유럽 | 유럽 | 합계 | 합계 |
| 2001-02   | 인테르나치오날레           | 세리에 A      | 10   | 1    |               |               |        |        |      |      |      |      |
| 그리스    | 그리스                     | 그리스        | 리그 | 리그 | 그리스 컵     | 그리스 컵     | 리그컵 | 리그컵 | 유럽 | 유럽 | 합계 | 합계 |
| 2002-03   | AEK                        | 알파 에트니키 | 23   | 1    |               |               |        |        |      |      |      |      |
| 2003-04   | AEK                        | 알파 에트니키 | 6    | 5    |               |               |        |        |      |      |      |      |
| 2003-04   | 올림피아코스               | 알파 에트니키 | 13   | 1    |               |               |        |        |      |      |      |      |
| 2004-05   | 올림피아코스               | 알파 에트니키 | 25   | 3    |               |               |        |        |      |      |      |      |
| 2005-06   | 올림피아코스               | 알파 에트니키 | 22   | 1    |               |               |        |        |      |      |      |      |
| 2006-07   | 올림피아코스               | 수페르리가    | 8    | 0    |               |               |        |        |      |      |      |      |
| 국가      | 그리스                     | 그리스        | 343  | 61   |               |               |        |        |      |      |      |      |
| 국가      | 이탈리아                   | 이탈리아      | 38   | 3    |               |               |        |        |      |      |      |      |
| 합계      | 합계                       | 합계          | 381  | 64   |               |               |        |        |      |      |      |      |

### 국가대표팀
| 그리스 국가대표팀 | 그리스 국가대표팀 | 그리스 국가대표팀 |
| 연도              | 출장              | 골                |
| ----------------- | ----------------- | ----------------- |
| 1995              | 4                 | 0                 |
| 1996              | 0                 | 0                 |
| 1997              | 6                 | 0                 |
| 1998              | 5                 | 0                 |
| 1999              | 11                | 3                 |
| 2000              | 7                 | 0                 |
| 2001              | 2                 | 0                 |
| 합계              | 35                | 3                 |

## 수상
올림피아코스
- 수페르리가 엘라다: 1996-97, 1997-98, 1998-99, 2000-01, 2004-05, 2005-06, 2006-07
- 그리스 컵: 1998-99, 2004-05, 2005-06